# Un crisantemo estalla en cinco esquinas
Un crisantemo estalla en cinco esquinas és una pel·lícula de comèdia dramàtica del 1998 de coproducció argentina, brasilera, francesa i espanyola escrita i dirigida per Daniel Burman, que va suposar el seu llargmetratge de debut. Va ser produïda per Diego Dubcovsky. És protagonitzada per José Luis Alfonzo, Pastora Vega i Martin Kalwill, entre d'altres.
El crític de cinema Anthony Kaufman, que escrivia a  indieWIRE , una comunitat en línia de cineastes i aficionats independents, va dir que la pel·lícula ha estat citat com l'inici de l'onada "Nou cinema argentí".

## Sinopsi
La història té lloc a Amèrica del Sud a principis del segle xx. Quan era petit, Erasmo fou deixat amb una infermera dels seus pares, que van haver d'escapar d'una guerra civil. Erasmo ara és un home adult. Ha perdut els seus pares i ara la seva mare adoptiva és brutalment assassinada. Pretén venjar la seva mort, i el culpable és el terratinent i cap d'estat, El Zancudo. Erasmo es fa amic d'un pobre jueu anomenat Saül, que està disposat a ajudar-lo en la seva empresa. Pel camí, Erasmo troba aliats, adversaris, amor, i després Magdalena.

## Repartiment
- José Luis Alfonzo - Erasmo
- Pastora Vega - La Gallega
- Martin Kalwill - Saul
- Valentina Bassi - Magdalena
- Millie Stegman - La Boletera
- Walter Reyno - El Zancudo
- Roly Serrano - Cachao
- Ricardo Merkin - Doctor
- Aldo Romero - Lucio
- María Luisa Argüello - Elsa
- Sandra Ceballos - Mother
- Guadalupe Farías Gómez - Albina
- Antonio Tarragó Ross - Chamamecero

## Distribució
La pel·lícula es va presentar per primera vegada al 48è Festival Internacional de Cinema de Berlín l'11 de febrer de 1998. Es va estrenar a l'Argentina el 7 de maig de 1998. Es va projectar a la Muestra de Cine Argentino de Medellín, Colòmbia.

## Premis
- Festival Internacional de Cinema de Sotxi, Sotxi, Rússia: Premi FIPRESCI, Daniel Burman.